# Двоелектронний трицентровий зв'язок

Структура молекули диборану. Обидва атоми бору і атоми водню, що їх зв'язують, беруть участь у двоелектронних трицентрових зв'язках.

Двоелектронний трицентровий зв'язок — один із можливих електроно-дефіцитних зв'язків. Характерний тим, що пара валентних електронів локалізована у просторі одразу трьох атомів (звідси й поняття «електронно-дефіцитності» — «нормальним» випадком є двоелектронний двоцентровий зв'язок). Загальний опис механізму утворення електронодефіцитних зв'язків дається в межах теорії молекулярних орбіталей (модель «незв'язувальних» орбіталей). Проблема дефіциту електронів відпадає у кільцеграневій моделі Снельсона — Кушелєва.
Найбільший внесок у розвиток теорії трицентрових двоелектронних зв'язків зроблено щодо бороводнів і борорганічних сполук, де подібне зв'язування реалізується дуже часто (наприклад, у диборані).
Можливі й інші електронодефіцитні зв'язки, з іншим співвідношенням кількостей валентних електронів та зв'язаних атомів. Подібне зв'язування часто реалізується в металоорганічних сполуках.